# Oljato-Monument Valley (Arizona)
Oljato-Monument Valley – jednostka osadnicza w Stanach Zjednoczonych, w stanie Arizona, w hrabstwie Navajo.